# Halil Jaganjac
Halil Jaganjac (Rijeka, 22. lipnja 1998.) hrvatski je reprezentativni rukometaš koji trenutno nastupa za RK NEXE Našice. Karijeru je započeo u Kozali, a od 2018. godine član je našičkog NEXE-a.

## Rani život
Počeo je trenirati rukomet s 8 godina, a pomagao mu je stariji brat koji ga je i usmjerio u rukomet. Njegov uzor je Blaženko Lacković.

## Klupska karijera
Profesionalnu karijeru u MRK Kozali započeo je u sezoni 2014./15. U sezoni 2016./17. Jaganjac je prešao u Paris Saint-Germain nakon višemjesečnih špekulacija o njegovoj novoj destinaciji. Nekoliko mjeseci prije potpisivanja ugovora trenirao je s mnogim zvijezdama: Karabatićem, Omeyerom, Hansenom, Vorijem i ostalima. Nakon jedne sezone, u ljeto 2017. napustio je Pariz te je na poziv Line Červara otišao u sjevernomakedonski Metalurg gdje je igrao iznad svih očekivanja. U sezoni 2017./18. bio je drugi strijelac EHF Lige prvaka. Proglašen je najboljim igračem SEHA lige. Godine 2018. Jaganjac je napustio Metalurg te je karijeru odlučio nastaviti u Hrvatskoj. Iako su svi očekivali da će otići u RK Zagreb s kojim je tog ljeta i pregovarao, otišao je u našički NEXE.

## Reprezentativna karijera
Sa seniorskom hrvatskom reprezentacijom osvojio je zlato na Mediteranskim igrama u Tarragoni 2018.
Među igračima koje je Lino Červar poveo na Svjetsko prvenstvo 2019. bio je i Jaganjac, no u prvom krugu označen je kao višak te se vratio u Hrvatsku.